# جمعية سلا (كرة السلة)
الجمعية الرياضية السلاوية لكرة السلة (بالفرنسية: Association Sportive de Salé (Basket-ball)) فريق كرة سلة مغربي من مدينة سلا تأسس سنة 1928، يمارس بالدوري المغربي لكرة السلة. شارك في عدة بطولات دولية، سواء بطولات عربية أو إفريقية.
فاز بعدة بطولات مغربية وبكأس العرش ويعتبر من أكثر الأندية المغربية تحقيقا للألقاب في المغرب حيت يستولي على بطولة كأس العرش الشيء الذي جعله يلقب باسم «ملوك السلة المغربية»
حقق رقما قياسيا بتتويجه بالدوري المغربي لكرة السلة (سبع مرات) تواليا من 2014 إلى غاية 2022.
فاز ببطولة دبي الدولية سنة 2016 على نضيره اللبناني «الرياضي اللبناني» ووصل لنهائي بطولة العرب في نفس السنة. فاز الفريق أيضا بكأس العرش كذلك واحتل المرتبة الأولى في البطولة الوطنية. يمارس أغلب لاعبي الفريق ضمن لائحة المنتخب المغربي لكرة السلة.

## أبرز اللاعبين
من أبرز لاعبي الفريق:
- عبد الرحيم نجاح
- زكرياء المصباحي
- عبد الحكيم زويتة
- ياسين المحسيني
- محمد شوعة
- براندون فريمان
- سفيان كوردو

## الإنجازات

### ألقاب النادي
|  | البطولات                         | الألقاب | السنوات                                                                | الوصافة                      |
|  | -------------------------------- | ------- | ---------------------------------------------------------------------- | ---------------------------- |
|  | الدوري المغربي لكرة السلة        | 9       | 2010، 2011، 2014، 2015، 2016، 2017، 2018، 2021، 2022                   | 2004، 2007، 2008، 2009، 2024 |
|  | كأس العرش لكرة السلة             | 12      | 2005، 2007، 2009، 2010، 2011، 2012، 2014، 2015، 2016، 2017، 2018، 2024 | 2004، 2019، 2025             |
|  | كأس الأندية الأفريقية لكرة السلة | 1       | 2017                                                                   | 2019                         |
|  | كأس العرب لكرة السلة             | 0       | -                                                                      | 2011، 2014، 2016، 2017، 2023 |

  ينفرد بالرقم القياسي
- كأس الأندية الأفريقية لكرة السلة

 البطل (1): 2017
 الوصيف (1): 2019
 مركز تالث (3): 2010،2011، 2016
- كأس العرب لكرة السلة

 الوصيف (5): 2011، 2014، 2016، 2017، 2023
 مركز تالث (1): 2018